# Тюнелль, Даниель
Даниель Тюнелль (швед. Daniel Tynell) (род. 6 января 1976 года, Грюксбу, Коппарсберг) — шведский лыжник, победитель этапа Кубка мира. Ярко выраженный специалист марафонских гонок. 

## Спортивная карьера
В Кубке мира Тюнелль дебютировал 25 января 2004 года, в марте 2006 года одержал единственную победу на этапе Кубка мира, в знаменитом лыжном марафоне Васалоппет, который в том сезоне входил в зачёт Кубка мира. Ранее, в 2002 году Тюнелль так же одержал победу в Васалоппете, но тогда он не входил в зачёт Кубка мира. В середине 2000-х годов Тюнелль был одним из сильнейших лыжных марафонцев, с 2006 по 2010 годы неизменно входил в десятку общего итогового зачёта Марафонского Кубка.   
За свою карьеру в чемпионатах мира и Олимпийских играх участия не принимал. 
Использует лыжи, ботинки и крепления производства фирмы Salomon.